# Carl Henrik Boheman

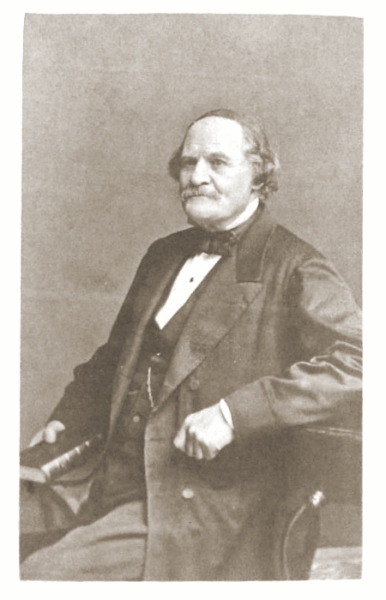
Carl Henrik (Heinrich) Boheman (ca. 1850)

Carl Henrik Boheman (* 10. Juli 1796 in Jönköping; † 2. November 1868 in Stockholm) war ein schwedischer Entomologe.

## Leben
Boheman war der Sohn des Landessekretärs Johan Henrik Boheman und dessen Frau Anna Brita (geborene Munthe). Der Mystiker und königlich-schwedische Hofsekretär Carl Adolf Boheman (1764–1831) war sein Onkel.
Boheman schrieb sich 1812 an der Universität Lund ein, wo er Rechtswissenschaft studierte. Schon ein Jahr später wählte er die militärische Laufbahn und nahm 1814 an einem Feldzug gegen Norwegen teil. 1837 erhielt er die Beförderung zum Hauptmann. Verfügbare Zeit nutzte Boheman auch für wissenschaftliche Exkursionen, bei denen er nach kurzer Zeit durch jüngere Forscher begleitet wurde. Sein besonderes Interesse galt Käfern (Coleoptera), für die er zahlreiche als solche anerkannte Erstbeschreibungen lieferte (z. B. für den Grubenholzkäfer oder den Ackerbohnenkäfer). Im Laufe von 30 Jahren stellte er eine umfassende Sammlung an Insekten zusammen, die er später in die Sammlung des Naturhistorischen Reichsmuseums integrierte. Sein wissenschaftlicher Ruf war nun so weit entwickelt, dass ihm ab 1837 leitende Aufgaben im Naturhistorischen Museum zugeordnet wurden. 1838 wählte ihn die Schwedische Akademie der Wissenschaften als eines ihrer Mitglieder und 1841 ernannte sie ihn zum Professor. Auch in Kollegenkreisen genoss er offenbar großes Ansehen. Aus der Widmung, mit der ihm etwa der Entomologe und Hochschullehrer Johan Wilhelm Zetterstedt im Jahr 1850 einen Band seiner Diptera Scandinaviae disposita et descripta zueignete, geht zudem hervor, dass der so Geehrte auch Ritter des königlich-schwedischen Nordstern-Ordens (Regii Ordinis de Stella Polari Eques) gewesen ist. Nach Boheman wurde die Gattung Bohemannia aus der Familie der Zwergminiermotten (Nepticulidae) benannt.
Boheman war seit dem 29. September 1825 mit Amalia Petronella (geborene Åberg, 1807–1873) verheiratet, mit der er mehrere Kinder hatte. Der schwedische Diplomat Erik Boheman (1895–1979) war sein Enkel.

## Schriften (Auswahl)
Für das Naturhistorische Museum verfasste er Årsberättelser om framstegen i insekternas, myriapodernas och arachnidernas naturalhistoria för 1840–56 (Jahresberichte zu den Fortschritten bei der Naturgeschichte der Insekten, Tausendfüßer und Spinnen für 1840–56). Zu seinen zahlreichen weiteren Werken zählten Nya svenska homoptera beskrifna (Beschreibung neuer schwedischer Schnabelkerfe, 1847), Insecta Caffrariae (wo er die 1838–45 von Johan August Wahlberg (1810–1856) gesammelten afrikanischen Insekten beschrieb), weiterhin Bidrag till Gottlands insektfauna (Beitrag zur Insektenfauna Gotlands, 1850), Monographia cassididarum I–IV (1850–62), Entomologiska anteckningar under en resa i södra Sverige 1851 (Entomologische Anmerkungen unter einer Reise im Süden Schwedens, 1852) sowie Catalogue of Coleopterous Insects in the Collection of the British Museum. Part IX. Cassididæ (1856).